# 執行文
執行文（しっこうぶん）とは、民事執行手続において、請求権が存在し、強制執行できる状態であることを公証するために、裁判所書記官が付与する文言。
通常、「債権者○○は、債務者○○に対し、この債務名義に基づき強制執行することができる。」という内容になる。
- 民事執行法は、条数のみ記載する。

## 概要
日本の民事執行制度においては、権利の存否を判断する裁判所と、存在するとされた権利を実現させる裁判所が分離しているため、後者は権利が本当に存在しているか判断できないことから、前者所属の裁判所書記官による公証が必要となる。
執行文の存在は強制執行開始の要件である(民事執行法25条)。

## 執行文の種類
執行文には、債務名義に記された当事者間で、債務名義記載の通りの債務内容を実現することができることを示す単純執行文以外に、債務者や債権者に承継（相続、合併などの包括承継と、債権譲渡などの特定承継の両方を含む）が生じた場合に、新たな当事者間で債務内容を実現できる事を示す承継執行文、債務名義が条件付の場合に当該条件が成就したときに付与される条件成就執行文などがあり、このほかに学説上は債務の内容が転換したときに新たな債務について強制執行できることを示す転換執行文などの種類がある。

## 執行文の付与
執行文の付与は、執行証書以外の債務名義については事件記録の存する裁判所の裁判所書記官が、執行証書についてはその原本を保存する公証人がこれを付与する。
公証人が付与する場合の手数料は単純執行文の場合1700円、それ以外の場合、3400円である(公証人手数料令38条)。裁判所書記官が付与する場合の手数料は300円である(民事訴訟費用等に関する法律 別表第2 4)。
条件成就執行文は、債権者が付与機関に対し、その証明すべき事実を証明したときに付与することができる。証明の方法は文書に限られる。
承継執行文については、承継の事実が付与機関に明白であるか、またはそれを証する文書を提出したときに付与することができる。
このように、書記官に対する証明の方法は文書に限られるため、証拠が文書以外で存在する場合、執行文付与の訴えという手続により、判決で執行文の付与を命じて貰うことができる(33条)。　
執行文付与の訴えの勝訴判決が確定した場合、当該判決を書記官に呈示することで執行文の付与が受けられる。
既存会社の債務を免れるために新会社を設立したなどの事情があり実体法上、法人格否認が認められる場合でも、既存会社に対する判決を得た後、新会社に対して強制執行を行うべく新会社に対する執行文の付与を求めることにより、判決の既判力及び執行力の範囲を拡張することは許されないとの判例がある。
権利能力なき社団が本部として使用している土地建物について債権者が当該社団に対する判決を得た後、登記上の権利者に対する執行文の付与を求めた訴えで、東京地裁は、登記権利者が登記のための形式的存在に過ぎないとしても、社団とは別の法人格があり執行文を付与できない旨、判示した。

## 執行文の付与に対する救済
既に弁済されている等、執行文が付与されるべきではないのに執行文が付与された場合、「執行文付与に対する異議」または「執行文付与に対する異議の訴え」という手続により執行文の付与を取り消すことを求めることができる(32条、34条)。両者は類似した名称が着いているが別個の手続である。前者が排斥されても後者を申し立てることが可能であるが、後者が排斥された場合、既判力により前者の手続を申し立てることは遮断される。